# Гаммондспорт (Нью-Йорк)
Гаммондспорт (англ. Hammondsport) — селище (англ. village) в США, в окрузі Стубен штату Нью-Йорк. Населення — 583 особи (2020).

## Географія
Гаммондспорт розташований за координатами 42°24′31″ пн. ш. 77°13′22″ зх. д. / 42.40861° пн. ш. 77.22278° зх. д. (42.408740, -77.222858).  За даними Бюро перепису населення США в 2010 році селище мало площу 0,95 км², з яких 0,89 км² — суходіл та 0,05 км² — водойми.

## Демографія
Згідно з переписом 2010 року, у селищі мешкала 661 особа в 322 домогосподарствах у складі 169 родин. Густота населення становила 699 осіб/км².  Було 405 помешкань (428/км²).
Расовий склад населення:
| - 97,3 % — білих - 0,9 % — чорних або афроамериканців - 0,6 % — азіатів - 0,2 % — корінних американців |

До двох чи більше рас належало 1,1 %. Частка іспаномовних становила 0,3 % від усіх жителів.
За віковим діапазоном населення розподілялося таким чином: 19,2 % — особи молодші 18 років, 58,6 % — особи у віці 18—64 років, 22,2 % — особи у віці 65 років та старші. Медіана віку мешканця становила 49,6 року. На 100 осіб жіночої статі у селищі припадало 95,0 чоловіків;  на 100 жінок у віці від 18 років та старших — 85,4 чоловіків також старших 18 років.
Середній дохід на одне домашнє господарство  становив 69 205 доларів США (медіана — 56 310), а середній дохід на одну сім'ю — 99 201 долар (медіана — 82 750). Медіана доходів становила 55 568 доларів для чоловіків та 38 906 доларів для жінок. За межею бідності перебувало 9,0 % осіб, у тому числі 12,0 % дітей у віці до 18 років та 11,7 % осіб у віці 65 років та старших.
Цивільне працевлаштоване населення становило 282 особи. Основні галузі зайнятості: освіта, охорона здоров'я та соціальна допомога — 38,7 %, роздрібна торгівля — 12,8 %, виробництво — 11,3 %, мистецтво, розваги та відпочинок — 10,3 %.